# مقيبرة (تبن)

تعديل مصدري - تعديل

مقيبرة هي إحدى قرى عزلة الحوطة بمديرية تبن التابعة لمحافظة لحج، بلغ تعداد سكانها 1374 نسمة حسب تعداد اليمن لعام 2004.